# النصب التذكاري لشهداء جامعة القاهرة
النصب التذكاري لشهداء جامعة القاهرة هو نصب تذكاري يقع أمام البوابة الرئيسية لجامعة القاهرة ويعد ضمن أبرز معالم الجامعة، وهو تمثال مصنوع من البرونز على قاعدة من الجرانيت تم إنشائه عام 1955 على يد النحات المصري فتحي محمود، كان يقع أمام الجامعة تمثال للملك فؤاد (حيث كانت الجامعة تحمل أسمه) ولكن تم إزالته بعد قيام ثورة يوليو عام 1952، وتم إنشاء النصب التذكاري على نفس القاعدة.
تم إنشاء النصب لتكريم وإحياء ذكرى نضال طلاب جامعة القاهرة في حادثتين شهيرتين، الأول كانت في مظاهرات تعديل الدستور والتي أنطلقت في 13 نوفمبر 1935م حين استصدرت الحكومية المصرية أمراً ملكياً بإبطال العمل بدستور 1923 وأندلعت مظاهرات من الجامعة حتى كوبري عباس ثم حدث صدام بين البوليس والطلاب وأطلق البوليس النار وسقط عدد من الجرحى والشهداء.
الحادثة الثانية سميت ب"حادثة كوبري عباس" والتي وقعت في 21 فبراير 1946 للمطالبة بجلاء القوات البريطانية وقطع المفاوضات، ولكن عند وصول مظاهرات الطلاب لكوبري عباس (كوبري الجيزة حالياً) وقعت مصادمات أسفرت عن مقتل نحو 200 شخص في ذلك اليوم.

## خلفية تاريخية

### مظاهرة 13 نوفمبر 1935م
حين تولّت وزارة نسيم في 14 نوفمبر 1934م استصدرت أمراً ملكياً بإبطال العمل بدستور 1930، إلى أن يوضع نظام دستوري جديد يحل محل دستوري 1923م و 1930م، وفي 9 نوفمبر 1935 وفي قاعة «الجولدن هول» بلندن ألقى السير صمويل هور وزير الخارجية البريطاني تصريحاً بأن ينصح المصريين بعدم جدوى إعادة دستوري 1923 و 1930 لأن الأول ظهر أنه غير صالح العمل به والثاني ضد رغبة الأمة بالإجماع، وكان هذا التصريح سببًا في انتشار موجه عامة لانتقاده والهجوم عليه وعلي الحكومة المصرية وأندلعت مظاهرات كوبري عباس الأولى، وخرج طلاب الجامعة وانضم إليهم طلاب المدارس في مظاهرة وشارك معهم طلاب مدرستي التجارة المتوسطة بالجيزة والسعيدية، هاتفين ضد تصريح هور وإنجلترا ومنادين بسقوط الحكومة، وحدث صدام بين البوليس والطلاب عندما حاولوا اجتياز كوبري عباس، وأطلق البوليس النار على الذين عبروه وسقط عدد من الجرحى والشهداء، ثم قام هور بإلقاء خطاب يخفف فيه من تصريحه السابق. وتحت ضغط الحركة الطلابية استجاب الرأي العام وأعلن أن يوم 21 نوفمبر 1935 سيكون إضرابًا عامًا.

### حادثة كوبري عباس
هي حادثة شهيرة وقعت عام 1946م، بعد تولّي النقراشي الوزارة أعاد فتح باب المفاوضات مرة أخرى مع بريطانيا حول الجلاء وحاول إحياء اتفاق صدقي-بيفن الذي أفشلته المظاهرات الشعبية واستقالة صدقي، فتقدمت حكومته في 20 ديسمبر 1945 م بمذكرة للسفير البريطاني بطلب بدء المفاوضات حول الجلاء، وكان الشعب المصري تحدوه آمال عريضة في قرب الاستقلال بعد أن انتهت الحرب العالمية الثانية وتأسست الأمم المتحدة التي أخذت تلعب دوراً مناصراً للشعوب في تقرير مصيرها، و لكن الرد البريطاني في 26 يناير 1946 عاد وأكّد على الثوابت الرئيسية التي قامت عليها معاهدة 1936م والتي أعطت مصر استقلالاً منقوصاً يتمثل في بقاء قوات بريطانية في مصر لتأمين قناة السويس، فكان الرد البريطاني بمثابة صفعة لكل آمال الشعب المصري واندلعت المظاهرات العارمة للطلبة في كل أنحاء مصر تطالب بالجلاء وقطع المفاوضات.
انعقد المؤتمر العام الأول في يوم 9 فبراير 1946 في جامعة فؤاد الأول ـ جامعة القاهرة حاليًا ـ بالجيزة وشارك فيه كثيرون من طلبة المعاهد والمدارس، وعمَّ الاجتماع شعور بالوحدة وأعلن المؤتمر اعتبار المفاوضة عملاً من أعمال الخيانة يجب وقفه، وطالب بإلغاء معاهدة 1936 واتفاقيتي 1899 الخاصتين بالسودان وضرورة جلاء القوات البريطانية فورًا ، وخرجت مظاهرة عارمة عبرت شارع الجامعة ثم ميدان الجيزة ثم كوبري عباس وما إن توسطته حتى حاصرها البوليس من الجانبين وفتح الكوبري عليها وبدأ الاعتداء على الطلبة فسقط البعض في النيل وقتل وجرح أكثر من مائتي فرد، وكانت هذه الحادثة لها تأثير سلبي كبير على شعبية الملك فاروق في الشارع المصري.

## وصف التمثال
هو تمثال مصنوع من سبيکة البرونز ويوجد على جانبيه لوحتين برونزيتين، يصور هذا النصب صورة تمثال لسيدة ترتدي ثوباً کلاسيکياً ويعلو رأسها تاجاً ذو نمط فرعوني ممسکةً في يدها اليمني إکليلاً من الغار کرمز للنصر، کما تمثل أيضاً أماً لجامعة القاهرة أول جامعة حديثة في مصر، وخلفها کتاب ضخم من الجرانيت الوردي يمثل سجل الشهداء. ويوجد على جانبي القاعدة الجرانيتية لوحتان برونزيتان منفذتان بالنحت البارز تمثلان ثورة طلبة الجامعة ضد الاستعمار، ونضالهم في سبيل نيل الاستقلال والحرية.

## أحداث
يحتفل المجلس القومي للشباب يوم 9 فبراير من كل عام بيوم الشباب المصري، الذي يتزامن مع ذكرى تضحيات طلبة جامعة القاهرة والتي عرفت بحادثة كوبري عباس، وتتضمن الاحتفاليات مسيرات شبابية في عواصم المحافظات تتقدمها موسيقى الشرطة، والتي تعزف الأناشيد الوطنية.
وفي عام 2011 أثناء فعاليات عيد العلم العاشر تم تنظيم مسيرة لأعضاء مجلس جامعة القاهرة والطلاب من أمام المبنى الرئيسي للجامعة إلى النصب التذكاري لشهداء الجامعة ووضع إكليل من الزهور على النصب التذكاري تخليدا لشهداء الجامعة والوقوف دقيقة حدادا على أرواح شهداء الثورة.